# Sengouagnet
Sengouagnet è un comune francese di 229 abitanti situato nel dipartimento dell'Alta Garonna nella regione dell'Occitania.

## Società

### Evoluzione demografica
Abitanti censiti